# Bratpack
Pour les articles homonymes, voir Brat Pack.
Bratpack est le titre d’une série limitée de bande dessinée conçue par Rick Veitch. C’est une satire très sombre des partenaires des super-héros, influencée en partie par la décision des fans de supprimer Jason Todd, le partenaire de Batman, en 1988.
En 1992, la série est nommée pour un Prix Eisner.